# 三眼棕鱸
三眼棕鱸，為輻鰭魚綱鱸形目鱸亞目棕鱸科的其中一種，分布於亞洲印度西北部淡水流域，為熱帶淡水魚類，體長可達4.9公分，棲息在底中層水域，生活習性不明。

## 擴展閱讀
維基物種上的相關：三眼棕鱸